# Ro Chol-ok
Ro Chol-ok (3 de janeiro de 1993) é uma futebolista norte-coreana que atua como defensora.

## Carreira
Ro Chol-ok integrou o elenco da Seleção Norte-Coreana de Futebol Feminino, nas Olimpíadas de 2012. 